# 함준호 (군인)
함준호(咸俊鎬, 1921년 11월 17일 ~ 1950년 6월 27일)는 대한민국의 군인으로 한국 전쟁 당시 창동 전투에서 전사했다.

## 생애
1921년 11월 17일 경성부 종로구역에서 태어난 함준호는 경성 경기도립고등상업학교를 수석으로 졸업하고, 재학 중에는 일본인 학생들을 모두 제치고 학생대대장까지 지내고 경성법학전문학교(오늘날의 서울대학교 법과대학)에 진학하였다.
광복 이후 군사영어학교에 입학하여 1946년 2월 18일 졸업과 동시에 국방경비대 육군 참위로 임관되면서 군번을 부여받았다.
1948년 8월에는, 지난 1948년 5월 1일을 기하여 제5여단에 예속된 제3연대장에 보임되었으며, 10월에 여순 사건이 발생하자 부연대장인 송석하 소령의 남원 대대를 진압작전에 출동시켜 여수와 순천을 탈환하는데 공을 세웠다.
12월 30일 일단 작전을 종료하고 제15연대와 교대하여 원대로 복귀한 연대는 반란군의 주력을 섬멸하기 위해 1949년 1월 전주에서 남원으로 이동하여 본격적인 토벌작전을 전개, 제14연대의 반란 주모자인 김지회(金智會)와 홍순석(洪淳錫) 중위 등 수뇌부 일당을 사살하는 전공을 세웠다.
이처럼 제3연대장에 임명된 후에는 지리산지구전투사령관으로 공비토벌작전을 수행하였고 1950년 4월 30일에는 제5사단 부사단장을 거쳐 제7사단 1연대장으로 부임하였다.
마침내 6월 25일에 북한군의 기습적인 전면도발로 한국 전쟁이 일어나자, 동두천과 의정부 방어를 맡고 있다가, 서울 사수를 결의하고 창동 전투에서 참전했으나 1950년 6월 27일 제3대대 철수를 위해 우이동 쪽으로 가던 중 북한군 정찰대에 의해 사살되었다.
사후 1951년 7월 26일 태극무공훈장이 수여되고 육군 준장으로 추서했으며 현재 유해는 국립서울현충원 장군묘역 1-7에 안장되어 있다.

## 일화
함준호는 서도에도 능하여 경성 경기도립고등상업학교 재학 시절에는 전국학생서화전람회에서 최우수작품으로 입상될 정도였으며, 특히 중국 서도의 삼성인 구양순의 필치를 능가한다는 찬사를 받았다.
지리산공비토벌작전에서도 공비들을 자수시키는 결과를 가져오기도 하였다. 국군에 의해 통비(通匪) 혐의를 받던 자가 스스로 찾아와 "이틀만 석방해주면 국군이 탈취당한 무기를 찾아오겠다"하자 그를 풀어주었다. 이틀 후 그는 탈취한 무기와 함께 빨치산 16명을 연대 CP로 데려왔다. 이유를 묻자 그는 “함 선생의 말씀과 어진 성품에 감복하여 자수를 결정하게 되었다”고 말하였다.

## 학력
- 경성 경기고등상업학교 졸업
- 경성법학전문학교 전문학사
- 대한민국 군사영어학교 1기
- 대한민국 통위부 보병학교 졸업
- 대한민국 육군보병학교 졸업